# Vasileios Gaitanis
Vasileios Gaitanis –en griego, Βασίλειος Γαϊτάνης– (6 de noviembre de 1991) es un deportista griego que compitió en taekwondo. Ganó una medalla de plata en el Campeonato Europeo de Taekwondo de 2012, en la categoría de –63 kg.

## Palmarés internacional
| Campeonato Europeo | Campeonato Europeo       | Campeonato Europeo | Campeonato Europeo |
| Año                | Lugar                    | Medalla            | Categoría          |
| ------------------ | ------------------------ | ------------------ | ------------------ |
| 2012               | Mánchester (Reino Unido) | Medalla de plata   | –63 kg             |